# East Lancs Lolyne
L'East Lancs Lolyne è un allestimento per un autobus a due piani prodotto dalla East Lancashire Coachbuilders.
Il Lolyne è la versione a due piani dello Spryte. Anche questo autobus entra nella lunga categoria dei veicoli dai nomi particolari che è continuata fino allo Scania OmniDekka.
Il telaio utilizzato era quello del Dennis Trident 2. In seguito la East Lancs decise di cambiare il nome del veicolo in Lowlander.
Fu deciso di usare il nome Lowlander per gli autobus su telaio DAF/VDL DB250. Il veicolo è stato poi sostituito con la sua versione Myllennium: il Myllennium Lolyne.